# Омер Бартов
Омер Бартов (англ. Omer Bartov, нар. 1954, Ізраїль) — американський історик єврейського походження, професор Браунського університету, провідний дослідник Голокосту та інших військових злочинів Третього райху.

## Біографія
Омер Бартов народився в Ізраїлі в родині емігрантів із Західної України. Його прадід був управителем маєтку в Золотому Потоці, а дід по матері, якій тоді було 11, у березні 1935 року отримав дозвіл на еміграцію до Палестини, з родиною виїхав із Бучача і в грудні того ж року з родиною висадився в порту Хайфи. Мати (уродженка Бучача) першою в родині здобула університетську освіту.
Закінчив Тель-Авівський університет і коледж Святого Антонія Оксфордського університету. Працював і викладав у Гарвардському і Стенфордському університетах. В наш час[коли?] почесний професор Браунського університету, очолює Департамент німецьких досліджень.
Бартов вважається одним з провідних фахівців з дослідження Голокосту в період Другої світової війни. У своїх роботах він ставить під сумнів популярну думку, що вермахт непричетний до вчинення військових злочинів або в злочинах проти людяності під час Другої світової війни. Навпаки, Омер Бартов стверджує, що вермахт, як одна із структур Третього рейху, зіграв ключову роль у Голокості та інших злочинах проти мирних жителів і військовополонених, на окупованих територіях Радянського Союзу та інших країн.
Опублікована в українському перекладі праця Бартова «Стерті», викликала на сторінках української преси (Критика, журнал Ї, Україна молода та інші видання) дискусію щодо питань Голокосту в Україні та пам'яті про галицьких євреїв. У цій дискусії зокрема взяв участь український історик Ярослав Грицак (див. Посилання).

## Праці
- The Eastern Front, 1941—1945: German Troops and the Barbarization of Warfare
- «Historians on the Eastern Front Andreas Hillgruber and Germany's Tragedy» pages 325—345 в Tel Aviver Jahrbuch für Deutsche Geschichte, Volume 16, 1987
- The Eastern Front, 1941—1945. German troops and the barbarisation of warfare. 2. ed., Basingstoke, Hampshire: Palgrave, 2001. ISBN 0-333-94944-7
- Murder in our midst. The Holocaust, industrial killing, and representation. New York; Oxford: Oxford Univ. Press, 1996. ISBN 0-19-509847-1
- Hitler's Army; нім. переклад: Hitlers Wehrmacht. Soldaten, Fanatismus und die Brutalisierung des Krieges. Reinbek bei Hamburg: Rowohlt-Taschenbuch-Verl., 1999. ISBN 3-499-60793-X
- Mirrors of Destruction. War, genocide, and modern identity. Oxford: Oxford Univ. Press, 2000. ISBN 0-19-507723-7
- Germany's War and the Holocaust. Disputed histories. Ithaca, NY: Cornell Univ. Press, 2003. ISBN 0-8014-8681-5
- "The Holocaust as «Leitmotif' of the Twentieth Century.» In: Zeitgeschichte. 31, no. 5, (2004), S. 315ff.
- The «Jew» in Cinema. From The Golem to Don't touch my Holocaust. Bloomington, Ind.: Indiana Univ. Press, 2005. ISBN 0-253-21745-8
- Erased. Vanishing Traces of Jewish Galicia in Present-Day Ukraine. Princeton, NJ: Princeton Univ. Press, 2007. ISBN 978-0-691-13121
- Anatomy of a Genocide: The Life and Death of a Town Called Buczacz. Simon and Schuster, 2018.
- Voices On War And Genocide: Three Accounts of the World Wars in a Galician Town. Berghahn Books, 2020.

### Праці в українському перекладі
- Бартов О. Стерті. Зникаючі сліди євреїв Галичини в сучасній Україні / Переклад з англійської Сергія Коломійця. — К. : Український центр вивчення історії Голокосту; «Зовнішторгвидав України», 2010. — 300 с.
- Бартов О. Білі плями та чорні діри: минуле та сьогодення Східної Галичини // ШОА в Україні: історія, свідчення, увічнення. — К. : Дух і літера, 2015. — С. 433—481. — ISBN 978-966-378-194-5.